# 城邦文化

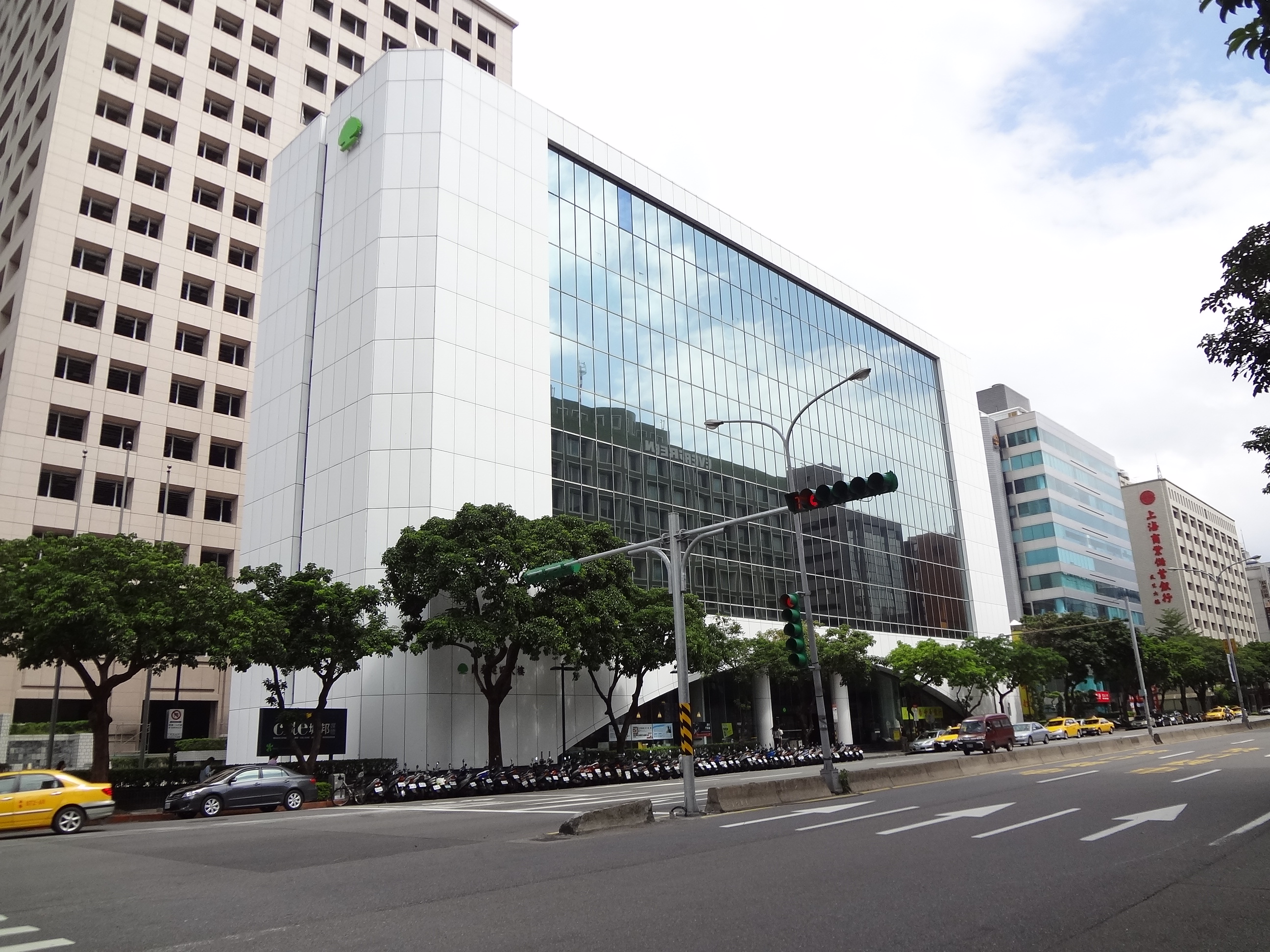
城邦文化總部設於國泰建設大樓11樓

城邦文化事業股份有限公司（英語：Cite Publishing Limited），簡稱城邦文化事業及城邦文化，是一家台灣出版社，目前隸屬於港資企業TOM集團旗下。

## 簡歷
1996年，在詹宏志號召下，麥田出版、貓頭鷹出版及商周出版等三家出版社以換股方式合併，結盟成立城邦文化出版集團。城邦文化出版集團於2001年底被香港TOM集團併購，被同時併購的有《商業周刊》、《電腦王》（英語：PCADV）、電腦家庭文化公司（英語：PChome Inc.）、《電腦上班族》（英語：PCoffice）、《電腦玩家》（英語：PCgamer）等雜誌與格林文化、尖端出版等幾家知名出版社；其中幾個出版社整併成為城邦出版集團（城邦集團）的一支子集團（城邦文化出版集團）。2004年1月20日，承接第三波資訊的出版部門。最後整併成為目前的城邦媒體控股集團。
至2018年，城邦媒體控股集團旗下共有接近40家出版社，每個月將近有70本出版刊物上市，目前旗下的期刊（雜誌）約有40本。
城邦媒體控股集團以城邦文化為核心，旗下子集團包括電腦家庭出版集團、城邦出版集團、尖端出版集團、商周集團、儂儂國際媒體集團與城邦基金會。出版品項豐富而多元。

### 城邦媒體控股集團旗下事業體
- 尖端出版
- 獨步文化
- 奇幻基地
- 電腦人文化
- 創意市集文化
- 墨刻圖書出版
- 好吃圖書出版
- 潮客風出版
- 數位娛樂
- 橡樹林文化
- 積木文化
- 貓頭鷹出版社
- 臉譜出版
- 霹靂新潮社
- 完全不累收納Play出版
- My Garden花草遊戲出版
- alive品味書出版
- DIY玩佈置出版
- 麥浩斯出版社
- 新電子科技雜誌(Microelectronics)
- 新通訊元件雜誌(Communication Components Magazine)
- 網管人雜誌
- TRAVELER Luxe 旅人誌月刊
- 城邦國際名表雙月刊簡體版
- 媽媽寶寶MOOK
- 媽媽寶寶月刊
- 商業周刊
- 痞客邦
- T客邦
- 印客邦
- 行動家
- Naturesys自然系圖鑑Online
- 城邦原創
- SEARCHOME設計家
- Smart自學網
- Tripass景點家
- 城邦讀書花園網路書店
- 馬來西亞城邦讀書花園網路書店

【實體書店】
- 城邦書店台北店
- 城邦書店高雄店
- 城邦書店台北中山店(捷運中山站地下書街櫃位B4，2017年3月31日歇業)[1]
- 城邦書店香港灣仔店[2]
- 城邦書店馬來西亞吉隆坡大城堡店[3]

## 外部連結
- 城邦媒體控股集團 （页面存档备份，存于）